# نزل السرور (مسرحية)
 نزل السرور  هي مسرحية موسيقية من تأليف زياد الرحباني إخراج عام 1974م وهو من بطولة جوزيف صقر (بركات) وكارمن لبس وسامي حواط وزياد الرحباني (زكريا). تدور أحداث المسرحية حول  نزل السرور  وهو فندق يجمع فيه زياد ابطال المسرحية ال 13. القاسم المشترك بينهم هو التعتير والخنوع ويأتي عباس وفهد في وقت الإضرابات المفتوحة والمظاهرات ليقتحموا الفندق ويتركو النزلاء امام خيارين: اما البدئ بالتحضير للثورة أو الموت للجميع، يقنع النزلاء عباس بتأجيل الثورة(بمساعدة رؤوف منظر ثوروي شغلته الكلام) حيث تتم رشوة عباس بسوسن (مع انها مخطوبة) ومال امها عبلة صاحبة الفندق.. تهرب سوسن من عباس لاحقا وتعود للفندق لتنبه النزلاء ان عباس سوف يعود إلى الفندق ويقتل الجميع، الكل بيهرب ما عدا الرقاصة تحيات وزكريا يللي كان محشش وعم يحلم بمستقبل أفضل لأولاده بعد ما اقتنع بضرورة الثورة.. بالنهاية يصعد عباس وينام مع الرقاصة ويرفض زكريا الهرب بعد حوار (كتير مؤثر) بينه وبين فهد الذي يقنعه بالهروب. يلعب الراحل جوزيف دور بركات (المطرب) وهو غنى معظم الاغاني.

## الطاقم
- زياد الرحباني
- جوزيف صقر
- سامي حواط
- كارمن ليبوز
- بيير جامجيان
- جاكلين بيكر

## ملخص القصة
زكريا (زياد الرحباني) هو رجل عاطل عن العمل ومفلس، مدمن على سباق الخيل. تطرده زوجته ثريا وتُجبره على اختيار فندق فقير يسمى نزل السرور.
إلى دهشته، يداهم الفندق عاملان مسلحان، كان قد سُرِّحا من مصنع خلال الليلة الأولى التي قضاها. ثم يقوم المسلحان عباس وفهد، والذين يحملون رشاشات وديناميت، بأخذ السكان رهائن. فُصل عباس وفهد من عملهما لأنهما قاما بتحريض زملاءهما على الإضراب، فاختارا النهج "الثوري" الانتقامي. الأمور تتجه نحو الأسوأ من هناك.

## إرث
كانت مسرحية "نزل السرور" هي المسرحية الثانية لزياد بعد "سهرية" (احتفال مسائي - 1973)، ولكن على عكس الحركة الرحبانية التي كانت تتبع "سهرية" ، فقد جاءت "نزل السرور" لتقف على النقيض من التوجه الشعبي السائد والمسرحية في أعمال والديه؛ فقد مثلت قطيعة زياد الأيديولوجية والفنية النهائية عن المدرسة الرحبانية الفكرية.
اعتبرت المسرحية بمثابة نذير للحرب الأهلية اللبنانية التي اندلعت عام 1975، لكن زياد نفسه رفض هذا الرأي، مؤكدًا أنها كانت مبنية على حادثة حقيقية - أخذ الرهائن في فرع بنك أوف أميركا في بيروت.
ورغم أن المسرحية أُنتجت عام 1974، إلا أنها لا تزال تحظى بشعبية كبيرة بين اللبنانيين وفي العالم العربي، لا سيما بفضل أغانيها ونصها؛ ففي الواقع، أدخل زياد نوعًا جديدًا من الفكاهة القائمة على اللغة، وهو نوع لم يسبق له مثيل في المسرح اللبناني.[بحاجة لمصدر] لا تزال أجزاء من الحوار من مسرحيات نزل السرور وزياد اللاحقة مُستخدَمة حتى يومنا هذا وأصبحت جزءًا من الثقافة الشعبية اللبنانية.[بحاجة لمصدر] تظهر شخصية "زكريا" مرة أخرى مع زوجته "ثريا" في مسرحية "بنسيب لبكرة شو؟" عام 1978.
كانت هذه المسرحية أول ظهور حقيقي لزياد، وقد عُرضت على مسرح سينما أورلي.[بحاجة لمصدر] كانت والدة زياد، فيروز، معجبة جدًا بأغنية "بعتلك" (التي تذكرنا بفترة المطربة المصرية الراحلة منيرة المهدية)، لدرجة أنها سجلت الأغنية بنفسها بعد أن غناها مغني من الدرجة الثانية في بداية السبعينيات.

## روابط خارجية
- 1- http://www.fairouzehfriends.com/t3711-topic